# Volker Bouffier

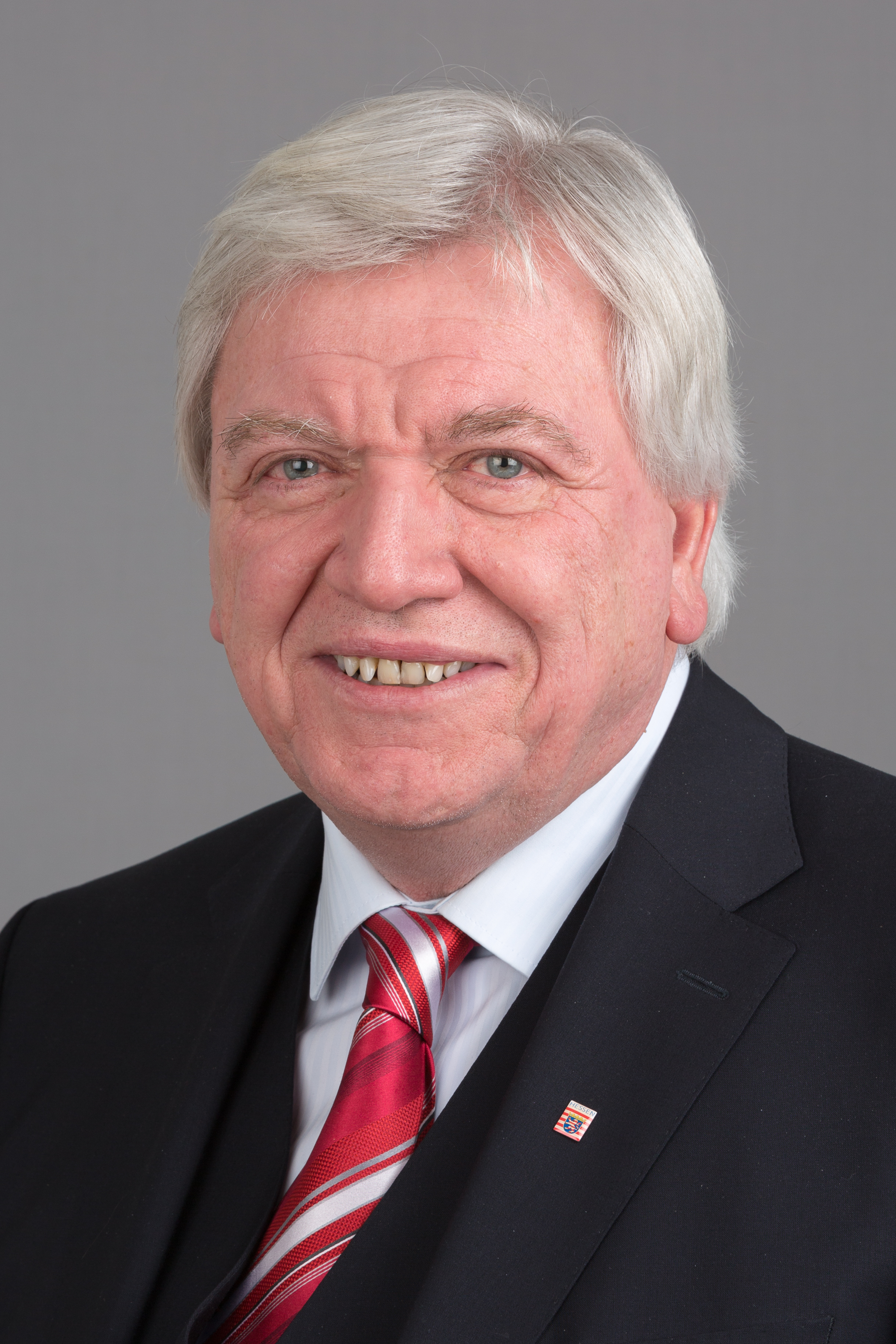
Volker Bouffier.

Volker Bouffier, född 18 december 1951 i Giessen, Västtyskland, är en tysk jurist och konservativ politiker för CDU. I juni 2010 valdes han till distriktsordförande för CDU i förbundslandet Hessen och 31 augusti 2010 valdes han till ministerpresident i Hessen, som efterträdare till Roland Koch (CDU). Från 1 november 2014 till 31 oktober 2015 var han i denna roll även ordförande för Tysklands förbundsråd och Tysklands förbundspresidents ställföreträdare.